# 喬治湖 (電影)
《喬治湖》（英語：Lake George）是一部2024年的美國犯罪驚悚電影，由Jeffrey Reiner執導和編劇。主演有希亞·溫漢和凱莉·庫恩，他們飾演前往公路旅行的兩人，從亞美尼亞黑幫手上偷走東西。

## 演員
- 希亞·溫漢 飾 Don
- 凱莉·庫恩 飾 Phyllis
- 馬克斯·凱塞拉 飾 Harout
- Ashley Fink（英语：Ashley Fink） 飾 Nadja
- 格倫·弗萊舍爾 飾 Armen
- Derek Phillips（英语：Derek Phillips (actor)） 飾 Cory
- Troy Metcalf 飾 Artie
- Joey Oglesby 飾 Nick
- Keri Safran 飾 Gloria

## 製作
Reiner最初是在新冠疫情期間提出《喬治湖》的概念，並表示他的靈感來自於《Point Blank》、《午夜狂奔》和《夜闌人未靜》等黑色電影。雖然Reiner並不是專門為溫漢創作Don這個角色，但他在創作該角色時確實考慮到了溫漢，因為他喜歡這位演員在《酒私風雲》中扮演的Eli。在溫漢給庫恩一份劇本，讓她審閱後，庫恩被選中飾演Phyllis。
《喬治湖》的拍攝在加州取景；溫漢表示，Reiner使用了他和他姐妹的房子來拍攝。他們也使用了Reiner的車。